# Ana Cristina Oliveira Leite
Ana Cristina Oliveira Leite (Bocholt, 23 oktober 1991), kortweg Ana Leite, is een Portugees-Duits voetballer. Zij speelt als aanvaller bij SG Essen-Schönebeck in de Duitse Fußball-Bundesliga der Frauen en in het Portugese vrouwenvoetbalelftal.
Leite was een van de spelers van Duitsland onder 17, maar in 2010 sloot zij zich op uitnodiging van bondscoach Mónica Jorge aan bij het nationale seniorenteam van Portugal, voor de Algarve Cup van dat jaar. Haar debuut beleefde zij een maand later in een duel tegen Italië, tijdens de kwalificaties voor het wereldkampioenschap voetbal van 2011. Na vier wedstrijden te hebben gespeeld in de kwalificatiereeks voor het Europees kampioenschap van 2017, werd ze door bondscoach Francisco Neto toegevoegd aan de selectie voor dit toernooi, waar ze het tweede Portugese doelpunt maakte in de wedstrijd tegen de Schotse dames, hetgeen de zege van dit duel betekende.

## Erelijst
FCR 2001 Duisburg
- UEFA Women's Champions League: Winnaar 2008–2009
- DFB-Pokal: Winnaar 2008–2009, 2009–2010